# ピグミーツパイ
ピグミーツパイ (Tupaia minor) は、哺乳綱登木目ツパイ科ツパイ属に分類される哺乳類。

## 分布
インドネシア（スマトラ島、ボルネオ島、リンガ島、Balambangan島、Banggi島）、タイ王国南部、ブルネイ、マレーシア

## 形態
頭胴長（体長）12.4センチメートル。体重60グラム。体長11.5 - 13.5cm、尾長13 - 17cmと、他のツパイよりもやや小型。外観は小型のリスに似る。頭部は吻部が尖り、眼や外耳が大きく目立つ。肢端は爪が尖り、指も枝を掴むことができる構造となっている。また尾は長く、樹上でバランスを取るのに適している。体毛は赤茶色で、尾の毛は特に長い。

## 分類
以下の亜種の分類は、Helgen (2005) に従う。
- Tupaia minor minor Günther, 1876
- Tupaia minor humeralis Robinson & Kloss, 1919
- Tupaia minor malaccana Anderson, 1879
- Tupaia minor sincipis Lyon, 1911

## 生態
東南アジアの熱帯林に生息する。単独性で、敏捷で樹上で活動する事が多い。マングースやヘビ、猛禽類が天敵であり、樹上の他、茂みや岩場の陰などを隠れ家とする。
食性は雑食であり、昆虫の他果実、木の葉、種子などを食べる。
妊娠期間は46 - 50日で、1 - 3頭の幼獣を産む。飼育下の寿命は9 - 10年に達した例もある。

## 人間との関係
農地開発やプランテーションへの転換などによる生息地の破壊により、生息数は減少している。1977年にツパイ科単位で、2010年からは登木目単位でワシントン附属書IIに掲載されている。